# Zakspeed
La Zakspeed è stata una squadra automobilistica tedesca, emanazione dell'azienda Zakspeed, che per alcuni anni è stata attiva anche in Formula 1.

## Storia

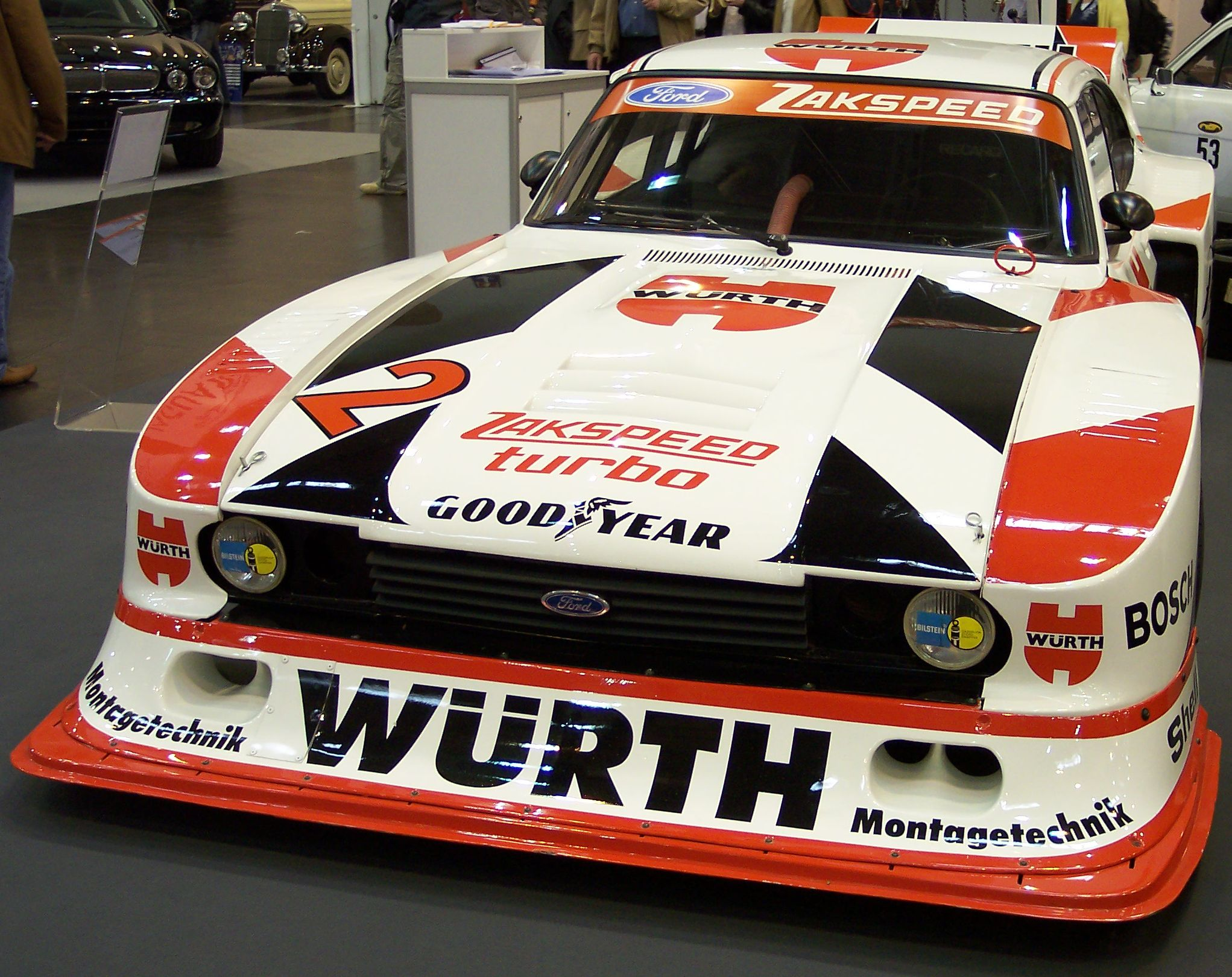
Ford Capri DTM Zakspeed

Dopo un lungo impegno nel Deutsche Rennsport Meisterschaft, campionato tedesco dove elaborava le Escort e Ford Capri versione "Gruppo 5" con le quali vinse vari campionati sia assoluti, sia nella classe 2000 grazie alle doti del motore 4 cilindri elaborato in casa per conto della casa statunitense, Erich Zakowski decise di produrre un proprio motore sotto il nome Zakspeed: si trattava di un motore derivato dal Ford-Cosworth BDA 1.6 dei primi anni '70.
Nel 1982 il motore 4 cilindri turbo venne testato su una Ford C100 di Gruppo C, ribattezza Ford C1/4. La vettura corse alcune gare del DRM dell'anno successivo, mentre la casa statunitense rinunciava alla partecipazione al mondiale, peraltro basata su una evoluzione del motore aspirato Cosworth DFV, chiamata "DFL".
Non è chiaro se tali test fossero finalizzati ad un impegno in Formula 1 sotto le insegne ufficiali della Ford nel 1983 o 1984. Impegno che non avvenne e portarono la Zakspeed a sviluppare il motore in modo autonomo. Venne percorsa la strada della vettura interamente costruita in casa, come la Ferrari, compreso il motore. 
Nacque così il motore Zakspeed 1500/4, mentre la Ford si rivolse alla Cosworth per la realizzazione di un sei cilindri turbo che arriverà solo a metà 1986 sulla Lola THL2 del team Haas.

### 1985
Grazie alla sponsorizzazione da parte della West Zakowski fa esordire la sua monoposto (modello 841) nel 1985 con Jonathan Palmer al volante. Il progetto fu completato con un anno di ritardo.
La fragilità del propulsore penalizzerà la vettura che non saprà conquistare punti.

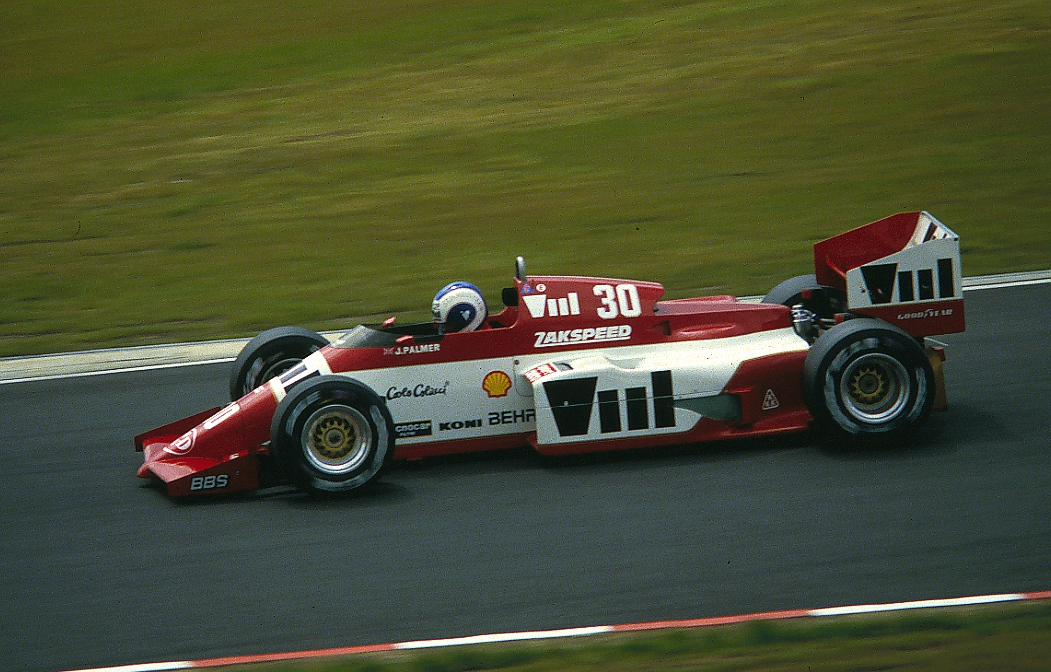
Jonathan Palmer con la Zakspeed 841 al Nürburgring nel 1985

### 1986
Paul Brown preparò l'anno seguente il modello 861 che però era ancora troppo poco competitivo. Dal Gran Premio di San Marino verrà schierata una seconda vettura (pilota Huub Rothengatter) che però non si qualificherà (prima mancata qualifica per una Zakspeed).

### 1987
Nel 1987 vengono ingaggiati Martin Brundle  e Christian Danner. Ottimo inizio con Brundle che a Imola conquista i primi due punti per la scuderia, che però saranno anche gli ultimi; per il resto dell'anno il team si avvicinò più volte alla zona punti senza però riuscire a centrare l'obiettivo di nuovo. La vettura, modello 871, era disegnata da Chris Murphy e Heinz Zollner.

### 1988
Nel 1988 la nuova vettura, modello 881, fu pronta già dal primo gran premio stagionale. I piloti sono Piercarlo Ghinzani e Bernd Schneider. La stagione sarà disastrosa con le vetture che faranno fatica a qualificarsi, e che, se anche qualificate, non vedranno l'arrivo per i soliti problemi di affidabilità.

### 1989
L'anno dopo verrà abbandonata l'idea del motore in proprio e verrà montato un motore Yamaha, all'esordio in formula 1.
La 891 però è ancora meno competitiva. Schneider si qualificherà solo due volte mentre il giapponese Aguri Suzuki per 16 volte non passerà le prequalifiche. Nonostante a novembre venga annunciato un accordo per la fornitura esclusiva dei motori Yamaha, il team lascia la F1 a fine anno. 

## Dopo la Formula 1
La scuderia tornò a competere nelle gare per vetture turismo in particolare nel Deutsche Tourenwagen Meisterschaft negli anni '90 e poi nel rinato campionato rinominato Deutsche Tourenwagen Masters oltre che nel Campionato FIA GT.
Causa difficoltà economiche ha chiuso i battenti nel 2010.

## Risultati in Formula 1
| Anno | Vettura | Motore          | Gomme | Piloti |  |     |     |    |  |  |     |     |     |     |     |  |     |     |  |  | Punti | Pos. |
| ---- | ------- | --------------- | ----- | ------ |  | --- | --- | -- |  |  | --- | --- | --- | --- | --- |  | --- | --- |  |  | ----- | ---- |
| 1985 | 841     | Zakspeed 1500/4 | G     | Palmer |  | Rit | Rit | 11 |  |  | Rit | Rit | Rit | Rit | Rit |  |     |     |  |  | 0     | -    |
| 1985 | 841     | Zakspeed 1500/4 | G     | Danner |  |     |     |    |  |  |     |     |     |     |     |  | Rit | Rit |  |  | 0     | -    |

| Anno | Vettura | Motore          | Gomme | Piloti       |     |     |     |    |     |     |    |     |     |     |     |     |     |     |    |     | Punti | Pos. |
| ---- | ------- | --------------- | ----- | ------------ | --- | --- | --- | -- | --- | --- | -- | --- | --- | --- | --- | --- | --- | --- | -- | --- | ----- | ---- |
| 1986 | 861     | Zakspeed 1500/4 | G     | Palmer       | Rit | Rit | Rit | 12 | 13  | Rit | 8  | Rit | 9   | Rit | 10  | Rit | Rit | 12  | 10 | 9   | 0     | -    |
| 1986 | 861     | Zakspeed 1500/4 | G     | Rothengatter |     |     | Rit | NQ | Rit | 12  | NP | Rit | Rit | Rit | Rit | 8   | Rit | Rit | NP | Rit | 0     | -    |

| Anno | Vettura   | Motore          | Gomme | Piloti  |     |   |     |    |     |     |     |     |     |    |     |     |     |     |     |     | Punti | Pos. |
| ---- | --------- | --------------- | ----- | ------- | --- | - | --- | -- | --- | --- | --- | --- | --- | -- | --- | --- | --- | --- | --- | --- | ----- | ---- |
| 1987 | 861 e 871 | Zakspeed 1500/4 | G     | Brundle | Rit | 5 | Rit | 7  | Rit | Rit | NC  | NC  | Rit | SQ | Rit | Rit | 11  | Rit | Rit | Rit | 2     | 10º  |
| 1987 | 861 e 871 | Zakspeed 1500/4 | G     | Danner  | 9   | 7 | Rit | ES | 8   | Rit | Rit | Rit | Rit | 9  | 9   | Rit | Rit | Rit | Rit | 7   | 2     | 10º  |

| Anno | Vettura | Motore          | Gomme | Piloti    |    |     |     |     |    |    |     |    |    |    |     |     |    |    |     |     | Punti | Pos. |
| ---- | ------- | --------------- | ----- | --------- | -- | --- | --- | --- | -- | -- | --- | -- | -- | -- | --- | --- | -- | -- | --- | --- | ----- | ---- |
| 1988 | 881     | Zakspeed 1500/4 | G     | Ghinzani  | NQ | Rit | Rit | 15  | 14 | NQ | ES  | NQ | 14 | NQ | Rit | Rit | NQ | NQ | NQ  | Rit | 0     | -    |
| 1988 | 881     | Zakspeed 1500/4 | G     | Schneider | NQ | NQ  | NQ  | Rit | NQ | NQ | Rit | NQ | 12 | NQ | 13  | Rit | NQ | NQ | Rit | NQ  | 0     | -    |

| Anno | Vettura | Motore      | Gomme | Piloti    |     |     |     |     |     |     |     |     |     |     |     |     |     |     |     |     | Punti | Pos. |
| ---- | ------- | ----------- | ----- | --------- | --- | --- | --- | --- | --- | --- | --- | --- | --- | --- | --- | --- | --- | --- | --- | --- | ----- | ---- |
| 1989 | 891     | Yamaha OX88 | P     | Schneider | Rit | NPQ | NPQ | NPQ | NPQ | NPQ | NPQ | NPQ | NPQ | NPQ | NPQ | NPQ | NPQ | NPQ | Rit | NPQ | 0     | -    |
| 1989 | 891     | Yamaha OX88 | P     | Suzuki    | NPQ | NPQ | NPQ | NPQ | NPQ | NPQ | NPQ | NPQ | NPQ | NPQ | NPQ | NPQ | NPQ | NPQ | NPQ | NPQ | 0     | -    |

| Legenda | 1º posto     | 2º posto | 3º posto    | A punti         | Senza punti/Non class.  | Grassetto – Pole position Corsivo – Giro più veloce |
| Legenda | Squalificato | Ritirato | Non partito | Non qualificato | Solo prove/Terzo pilota | Grassetto – Pole position Corsivo – Giro più veloce |